# Tilletia indica
Tilletia indica är en svampart som beskrevs av Mitra 1931. Tilletia indica ingår i släktet Tilletia och familjen Tilletiaceae.   Inga underarter finns listade i Catalogue of Life.

## Bildgalleri

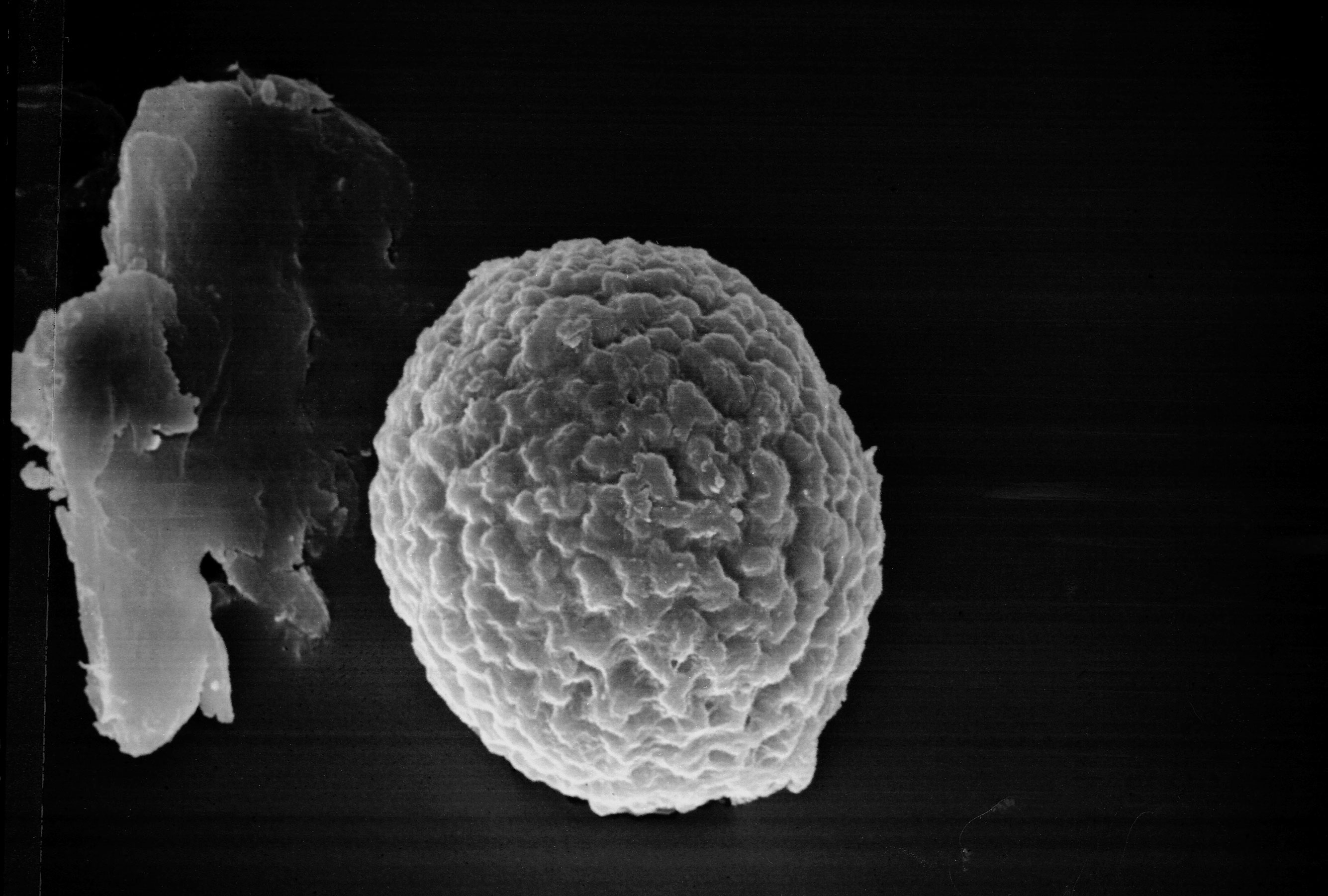